# قپچاق (بستان‌آباد)
قپچاق یکی از روستاهای استان آذربایجان شرقی است که در دهستان عباس غربی بخش تیکمه‌داش شهرستان بستان‌آباد واقع شده‌است.این روستا ۱۹۳ نفر جمعیت دارد.